# Леме, Линда
Линда Леме (фр. Lynda Lemay; 25 июля 1966, Порнёф, Квебек) — канадская франкоязычная певица, автор песен. По материнской линии является потомком Захари Клутье.
 Регулярно выступает с концертами в Квебеке и во Франции, часто в концертном зале Олимпия в Париже. Линда Леме многократно номинировалась и была дважды награждена премией Félix в 1998 и 2000 годах.

## Биография
Линда Леме родилась 25 июля 1966 года в Порнёфе, провинция Квебек.
После изучения литературы, она проявила талант писателя, за что получила приз в 1989 году как автор-песенник на Международном песенном фестивале в Гранби.
Линда начала заявлять о себе во Франции в 1995 году с песней «La visite». В 1996 году певица завоевала специальный приз и приз зрительских симпатий на Песенном фестивале Верхней Сены. В том же году, Шарль Азнавур услышал её на сцене джазового фестиваля в Монтрё. Пленённый её талантом, он взял её под своё крыло. Следующий альбом был записан во Франции, и некоторые произведения с этого альбома были включены в престижный каталог издателя Рауля Бретона.
Как победитель Victoires de la musique 2003, Линда сейчас находится на том же уровне известности, что и Изабель Буле, другая квебекская певица. Шарль Азнавур так говорит о Линде: «Она одарена, что необходимо для успеха, полна оригинальными идеями, у неё редкий писательский талант». Леме спела песню «Surtout vous». Она также перепела песню «Cache Cache» Максима Ландри. Эта песня рассказывает печальную жизнь Максима и его отца, который покончил жизнь самоубийством когда Максим был совсем юным.

## Дискография
- 1990 — Nos rêves
- 1994 — Y
- 1995 — La visite
- 1998 — Lynda Lemay
- 1999 — Lynda Lemay Live
- 2000 — Du coq à l'âme
- 2000 — Un trésor dans mon jardin
- 2002 — Les lettres rouges
- 2003 — Les secrets des oiseaux
- 2005 — Un paradis quelque part
- 2006 — Un éternel hiver (opéra folk)
- 2006 — Ma signature
- 2008 — Allo, c’est moi
- 2010 — Blessée
- 2013 — Feutres & pastels